# Glacier de Giesen
Pour les articles homonymes, voir Giesen (homonymie).
Le glacier de Giesen (de) est un glacier situé dans les Alpes bernoises.

## Géographie
Le glacier de Giesen se trouve sur le versant Nord des Alpes bernoises, dans le Sud du canton de Berne, en Suisse. Il débute sur les pentes Nord de la Jungfrau à plus de 3 400 mètres d'altitude et s'écoule en direction du nord-ouest. Sa fonte vers 2 500 mètres d'altitude donne naissance à la Giessa, un torrent de montagne, affluent du Trümmelbach qui rejoint le bassin de l'Aar et donc celui du Rhin.

## Histoire
En 2011, une crevasse est observée sur le glacier. De par l'importance de cette crevasse (300 mètres), une rupture de celle-ci pourrait mettre en danger les villages situés en contrebas, notamment Lauterbrunnen.